# پولیپوز مرتبط با ژن موت‌وای‌اچ
پولیپوز مرتبط با ژن موت‌وای‌اچ (انگلیسی: MUTYH-associated polyposis) نوعی عارضهٔ ارثی پولیپوز (ایجاد پولیپ‌های متعدد) است که شیوه توارث آن به صورت اتوزومال مغلوب است. علت بروز این بیماری جهش در هر دو الل ژن موت‌وای‌اچ بر روی بازوی کوتاه کروموزوم ۱ است که کارش در حالت طبیعی ترمیم آسیب‌دیدگی‌های اکسیداتیو دی‌ان‌ای است. افراد مبتلا در معرض خطر بالایی از ابتلا به سرطان روده بزرگ، پولیپ‌های پیش‌سرطانی روده بزرگ (آدنوم) و خطر ابتلا به چندین نوع سرطان دیگر هستند. حدود ۱ تا ۲ درصد از جمعیت دارای یک نسخه جهش یافته از این ژن هستند و کمتر از ۱ درصد افراد به «پولیپوز مرتبط با ژن موت‌وای‌اچ» مبتلا هستند. وجود ۱۰ یا بیشتر آدنوم در روده بزرگ باید پزشک را وادارد تا باعث بررسی بیشتری دربارهٔ احتمال حضور این بیماری، پولیپوز آدنوماتوز خانوادگی و سندرم‌های مشابه انجام دهد.
بدون پیگیری دقیق یا غربالگری سرطان، بین ۸۰ تا ۹۰ درصد از افراد مبتلا به این بیماری نادر ارثی به سرطان روده بزرگ مبتلا خواهند شد.